# IPP Open 2008
L'IPP Open 2008 è stato un torneo di tennis facente parte della categoria ATP Challenger Series nell'ambito dell'ATP Challenger Series 2008. Il torneo si è giocato a Helsinki in Finlandia dal 17 al 23 novembre 2008 su campi in cemento indoor e aveva un montepremi di €106 500+H.

## Vincitori

### Singolare
Dmitrij Tursunov ha battuto in finale  Karol Beck con il punteggio di 6–4, 6–3.

### Doppio
Łukasz Kubot /  Oliver Marach hanno battuto in finale  Eric Butorac /  Lovro Zovko con il punteggio di 6(2)–7, 7–6(7), [10–6].